# Odontosciara trivittigera
Odontosciara trivittigera är en tvåvingeart som först beskrevs av Edwards 1928.  Odontosciara trivittigera ingår i släktet Odontosciara och familjen sorgmyggor. Inga underarter finns listade i Catalogue of Life.